# Dusona fuscitarsis
Dusona fuscitarsis är en stekelart som först beskrevs av Henry Lorenz Viereck 1926.  Dusona fuscitarsis ingår i släktet Dusona och familjen brokparasitsteklar. Inga underarter finns listade i Catalogue of Life.